# Konstsim vid världsmästerskapen i simsport 2025
Konstsim vid världsmästerskapen i simsport 2025 avgjordes mellan den 18 och 25 juli 2025 i World Aquatics Championships Arena i Singapore.

## Program
Det tävlades i 11 grenar.
Alla tider är lokala (UTC+8).
| Datum        | Tid   | Gren                           |
| ------------ | ----- | ------------------------------ |
| 18 juli 2025 | 10:00 | Damernas tekniska soloprogram  |
| 18 juli 2025 | 14:00 | Damernas tekniska parprogram   |
| 19 juli 2025 | 10:00 | Fritt lagprogram               |
| 19 juli 2025 | 14:00 | Herrarnas tekniska soloprogram |
| 19 juli 2025 | 18:30 | Damernas tekniska soloprogram  |
| 20 juli 2025 | 10:00 | Damernas fria soloprogram      |
| 20 juli 2025 | 20:00 | Fritt lagprogram               |
| 21 juli 2025 | 10:00 | Tekniskt lagprogram            |
| 21 juli 2025 | 14:00 | Herrarnas fria soloprogram     |
| 21 juli 2025 | 18:30 | Damernas tekniska parprogram   |
| 22 juli 2025 | 10:00 | Damernas fria soloprogram      |
| 22 juli 2025 | 18:30 | Tekniskt lagprogram            |
| 23 juli 2025 | 10:00 | Damernas fria parprogram       |
| 23 juli 2025 | 19:30 | Mixat tekniskt parprogram      |
| 24 juli 2025 | 10:00 | Akrobatiskt lagprogram         |
| 24 juli 2025 | 19:30 | Damernas fria parprogram       |
| 25 juli 2025 | 10:00 | Mixat fritt parprogram         |
| 25 juli 2025 | 19:30 | Akrobatiskt lagprogram         |

## Medaljörer

### Herrar
| Gren                         | Guld                                   | Guld     | Silver                    | Silver   | Brons                     | Brons    |
| Solo                         |                                        |          |                           |          |                           |          |
| Fritt program Detaljer...    | Aleksandr Maltsev Neutrala idrottare B | 229,5613 | Guo Muye · Kina           | 220,1926 | Filippo Pelati · Italien  | 213,9850 |
| Tekniskt program Detaljer... | Aleksandr Maltsev Neutrala idrottare B | 251,7133 | Dennis González · Spanien | 241,1667 | Diego Villalobos · Mexiko | 238,1600 |

### Damer
| Gren                         | Guld                                                   | Guld     | Silver                                   | Silver   | Brons                                              | Brons    |
| Solo                         |                                                        |          |                                          |          |                                                    |          |
| Fritt program Detaljer...    | Iris Tió · Spanien                                     | 245,1913 | Xu Huiyan · Kina                         | 241,0025 | Vasilina Chandosjka Neutrala idrottare A           | 239,5437 |
| Tekniskt program Detaljer... | Xu Huiyan · Kina                                       | 272,9917 | Vasilina Chandosjka Neutrala idrottare A | 260,5416 | Iris Tió · Spanien                                 | 260,2917 |
| Par                          |                                                        |          |                                          |          |                                                    |          |
| Fritt program Detaljer...    | Spanien Lilou Lluis Iris Tió                           | 282,6087 | Italien Enrica Piccoli Lucrezia Ruggiero | 278,7137 | Neutrala idrottare B Majja Dorosjko Tatiana Gajdaj | 277,1117 |
| Tekniskt program Detaljer... | Österrike Anna-Maria Alexandri Eirini-Marina Alexandri | 307,1451 | Kina Lin Yanhan Lin Yanjun               | 301,4057 | Neutrala idrottare B Majja Dorosjko Tatiana Gajdaj | 300,2183 |

### Mixat
| Gren                         | Guld                                                         | Guld     | Silver                                                  | Silver   | Brons                                         | Brons    |
| Par                          |                                                              |          |                                                         |          |                                               |          |
| Fritt program Detaljer...    | Spanien Dennis González Iris Tió                             | 323,8563 | Neutrala idrottare B Aleksandr Maltsev Olesia Platonova | 323,4438 | Storbritannien Ranjuo Tomblin Isabelle Thorpe | 322,0583 |
| Tekniskt program Detaljer... | Neutrala idrottare B Aleksandr Maltsev Majja Gurbanberdijeva | 233,2100 | Spanien Dennis González Mireia Hernández                | 230,4634 | Italien Filippo Pelati Lucrezia Ruggiero      | 228,0275 |

### Lag
| Gren                            | Guld                                                                                         | Guld     | Silver | Silver   | Brons | Brons    |
| Akrobatiskt program Detaljer... | Kina Chang Hao Cheng Wentao Feng Yu Lin Yanhan Lin Yanjun Xiang Binxuan Xu Huiyan Zhang Yayi | 229,0186 | Neutrala idrottare B Anna Andrianova Anastasija Bachtureva Darja Gelosjvili Jekaterina Kossova Jelizaveta Minajeva Evelina Simonova Jelizaveta Smirnova Agnija Tulupova | 224,7291 | Spanien Cristina Arámbula Txell Ferré Marina García Dennis González Lilou Lluís Meritxell Mas Paula Ramírez Sara Saldaña            | 221,0962 |
| Fritt program Detaljer...       | Kina Chang Hao Cheng Wentao Dai Shiyi Feng Yu Li Xiuchen Lin Yanhan Xiang Binxuan Xu Huiyan  | 348,4779 | Japan Kaho Aitaka Moka Fujii Moe Higa Yuka Kawase Uta Kobayashi Tomoka Sato Nao Shirahase Sakurako Uchida                                                               | 334,7232 | Spanien Cristina Arámbula Txell Ferré Marina García Dennis González Alisa Ozhogina Paula Ramírez Sara Saldaña Iris Tió              | 321,1328 |
| Tekniskt program Detaljer...    | Kina Chang Hao Cheng Wentao Dai Shiyi Feng Yu Li Xiuchen Lin Yanjun Xiang Binxuan Xu Huiyan  | 307,8001 | Neutrala idrottare B Anna Andrianova Anastasija Bachtureva Darja Gelosjvili Jekaterina Kossova Jelizaveta Minajeva Evelina Simonova Jelizaveta Smirnova Agnija Tulupova | 300,6183 | Spanien Cristina Arámbula Txell Ferré Marina García Lilou Lluis Alisa Ozhogina Paula Ramírez Sara Saldaña Iris Tió Mireia Hernández | 294,8575 |

## Medaljtabell
*   Värdland ( Singapore)
| Nr                  | Nation               | Guld | Silver | Brons | Totalt |
| ------------------- | -------------------- | ---- | ------ | ----- | ------ |
| 1                   | Kina                 | 4    | 3      | 0     | 7      |
| 2                   | Neutrala idrottare B | 3    | 3      | 2     | 8      |
| 3                   | Spanien              | 3    | 2      | 4     | 9      |
| 4                   | Österrike            | 1    | 0      | 0     | 1      |
| 5                   | Italien              | 0    | 1      | 2     | 3      |
| 6                   | Neutrala idrottare A | 0    | 1      | 1     | 2      |
| 7                   | Japan                | 0    | 1      | 0     | 1      |
| 8                   | Mexiko               | 0    | 0      | 1     | 1      |
| 8                   | Storbritannien       | 0    | 0      | 1     | 1      |
| Totalt (9 nationer) | Totalt (9 nationer)  | 11   | 11     | 11    | 33     |